# Sarrabal de Milán
El Sarrabal de Milán (denominado también como Piscatore de Sarrabal de Milán) era un almanaque y lunario con carácter anual muy popular en Madrid durante el periodo que va desde finales del siglo XVIII a comienzos del XIX. Su denominación era en honor del astrónomo italiano Sarrabal. En muchos casos se trataban de traducciones de otros almanaques ya publicados en otros países. El éxito de esta publicación fue muy grande en su época, y pronto salen copias e imitaciones, como la del El Gran Piscator de Salamanca realizada por Diego de Torres Villarroel. El piscator solía tener preceptos agrícolas, noticias interesantes, diario puntual de las fiestas sagradas que se celebran en España, pronósticos diversos, dichos, chistes, etc.